# Лісовенко Микола Миколайович
Лісовенко Микола Миколайович (5 листопада 1933, Гадяч, Полтавська область — 29 жовтня 2011, м. Донецьк) — український журналіст, член Національної спілки журналістів України, громадський діяч. Заслужений журналіст України.

## Біографія
У 1957 р. закінчив філологічний факультет Київського університету. Після вузу направлення отримав у шахтарську багатотиражку на шахту N35-35 біс під м. Іловайськ. Працював там журналістом і вчителем у місцевій школі.
У 1960 р. — замісник редактора Харцизької районної газети. Згодом — кореспондент обласної газети «Радянська Донеччина».
У 1964–1967 рр. — власний кореспондент республіканської газети «Рабочая газета».
У 1967–1969 рр. — власний кореспондент газети «Известия» в Казахстані.
З 1969 р. працює власним кореспондентом газети «Известия» на Донбасі.
З 1991 р. — власний кореспондент газети «Урядовий кур'єр»

## Відзнаки і нагороди
Лауреат премії Союзу журналістів СРСР, Московської організації журналістів СРСР, Заслужений журналіст України.
Нагороджений понад 30 різними нагородами, зокрема, відзнакою «Шахтарська слава» трьох ступенів, медаллю «За працю і звитягу», знаком «Шахтарська доблесть», Медаллю «За освоєння цілинних земель».
«Золота медаль української журналістики» — нагорода Національної спілки журналістів України.
Почесна грамота Кабінету Міністрів України.
Благословенна Грамота Патріарха Київського і всієї Руси-України Філарета (1996 р.)